# Jan van Mieris
Jan van Mieris, nizozemski slikar, * 17. junij 1660, Leiden, † 17. marec 1690, Rim.
Njegov oče je bil Frans van Mieris starejši.